# واشبورن (داکوتای شمالی)
واشبورن(به انگلیسی: Washburn) شهری در ایالت داکوتای شمالی کشور ایالات متحده آمریکا است که جمعیت آن در سرشماری سال ۲۰۱۰ میلادی، ۱٬۲۴۶ نفر بوده‌است.